# Henri V de Luxembourg
Henri V, dit « le Blondel », né en 1216 et mort le 24 décembre 1281 à Mayence, est un prince issu de la maison de Limbourg, fils cadet du duc Waléran III de Limbourg et de Ermesinde Ire de Luxembourg. Il fut marquis d'Arlon de 1226 à 1264 et comte de Luxembourg et de La Roche de 1247 jusqu'à sa mort. Il est également comte de Namur (sous le nom d'Henri III) de 1256 à 1264. 
Il est l'ancêtre de la dynastie impériale des Luxembourg qui donna quatre empereurs entre 1308 et 1437.

## Biographie
Henri est le troisième fils de Waléran III (mort en 1226), duc de Limbourg à partir de 1221, issu de son second mariage avec Ermesinde Ire (1186–1247), fille du comte Henri IV de Luxembourg. Par sa mère, il est l'héritier du comté de Luxembourg, tandis que son demi-frère aîné Henri IV hérite du duché de Limbourg à la mort de leur père.
En 1240, il épouse Maguerite (1220–1275), fille du comte Henri II de Bar et de son épouse Philippa de Dreux. Sa femme lui apporte en dot la seigneurie de Ligny, avec la clause qu'il reste sous la suzeraineté du comté de Bar. 
Au mépris de cette clause, Henri le Blondel rend hommage en 1256 au comte Thibaut V de Champagne. Son beau-frère, le comte Thiébaut II de Bar, profite d'un conflit entre le duché de Lorraine et l'évêché de Metz pour se venger. Henri V étant allié au duc Ferry III de Lorraine, Thiébaut II s'allie à l'évêque Guillaume de Traînel. Une bataille oppose les deux armées à Prény le 14 septembre 1266 et Henri est capturé. Le 8 septembre 1268, avec un arbitrage du roi Louis IX de France, il entre en possession de Ligny sous la suzeraineté du Barrois.

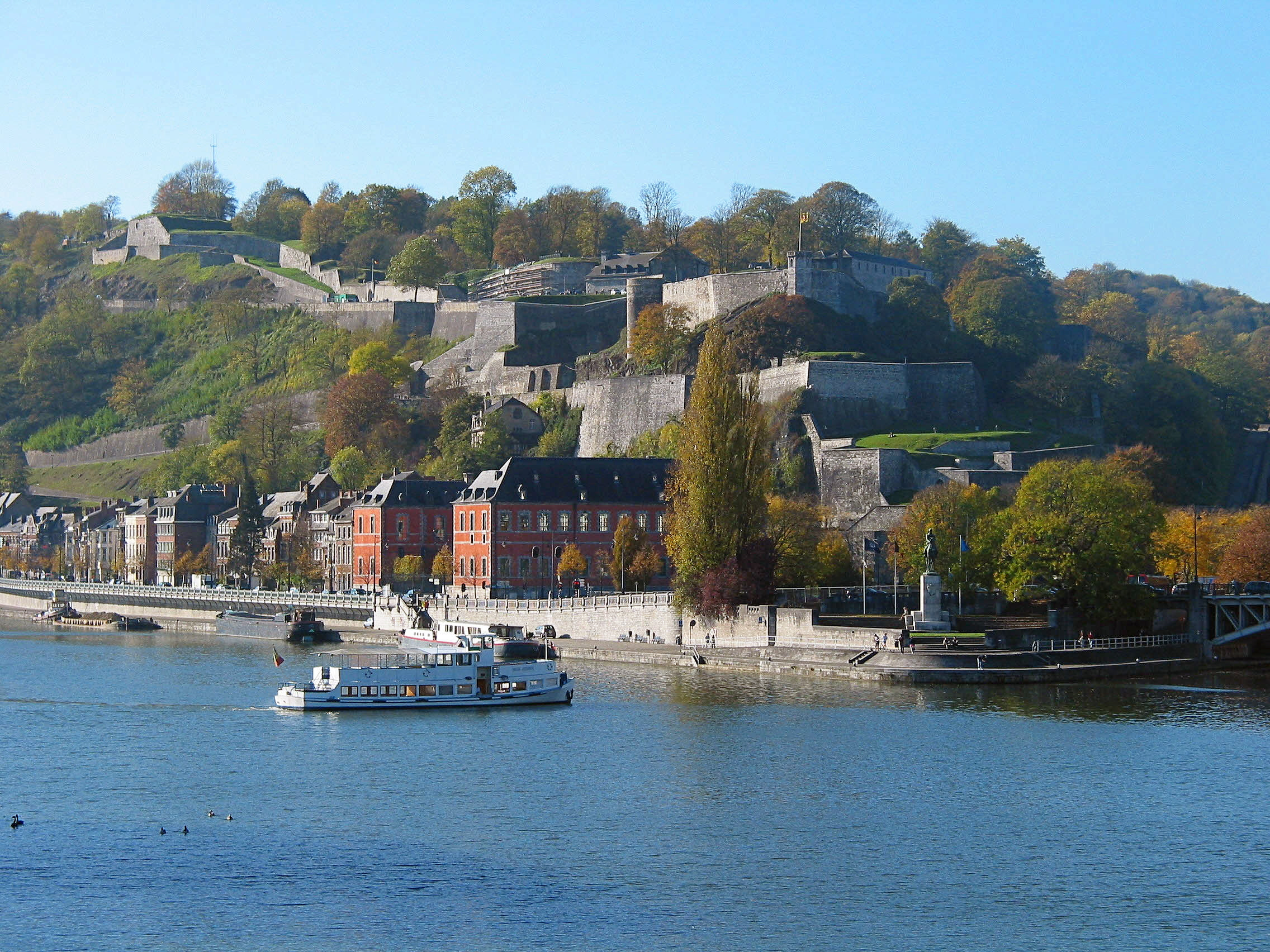
Citadelle de Namur.

Le 4 juillet 1253, Henri participe à la bataille de Westkapelle, au cours de la guerre de Succession de Flandre et du Hainaut, où les forces impériales sous le commandement de Florent de Voogd  battent les troupes de Gui de Dampierre. Il s'empare par surprise du comté de Namur en 1256 alors que le marquis, Baudouin II de Courtenay, se trouve à Constantinople. Baudouin cède ses droits sur Namur à Gui de Dampierre qui engage la lutte et reprend Namur. Finalement, les deux ennemis font la paix et Gui épouse la fille d'Henri, Isabelle.
Henri est impliqué dans de nombreux conflits armés ; néanmoins, il est reconnu en tant qu'intermédiaire et dirigeant capable. Il participe aux huitième et neuvième croisades entre 1270 et 1272, lorsqu'il a remis l'administration de son domaine à son fils aîné, Henri VI.

## Union et postérité
Henri V et son épouse Marguerite de Bar ont plusieurs enfants dont trois fils qui, tous, tombent à la bataille de Worringen :
- Henri VI (1250 † 1288), comte de Luxembourg ;
- Waléran Ier (1241? † 1288), seigneur de Ligny et de La Roche ;
- Isabelle (1247 † 1298), mariée en 1264 à Guy de Dampierre (1225 † 1304), comte de Namur et de Flandre ;
- Philippa (1252 † 1311), mariée en 1270 à Jean Ier de Hainaut (1247 † 1304), comte de Hainaut et de Hollande ;
- Jeanne († 1310), abbesse de Clairefontaine ;
- Baudouin († 5 juin 1288) ;
- Marguerite, dame de Macheren (célébrée dans le Tournoi de Chauvency par Jacques Bretel) ;
- Yolande, citée dans le Tournoi de Chauvency.

Son petit-fils Henri VII, fils de Henri VI, est élu roi des Romains en 1308 et couronné empereur le 29 juin 1312.

## Source
- Alfred Lefort, La Maison souveraine de Luxembourg, Reims, Imprimerie Lucien Monge, 1902, 262 p. [détail de l’édition].